# Clan Nuvoletta
Le clan Nuvoletta est un clan napolitain de la Camorra opérant dans la ville de Marano di Napoli, situé à la périphérie nord de la ville de Naples, dans le sud de l'Italie. Le clan était affilié à plusieurs familles de la mafia sicilienne.

## Contexte
Dans les années 1960, Ciro, Lorenzo et Angelo Nuvoletta ont rejoint le clan d'Antonio Maisto qui vendait des cigarettes de contrebande. Après les premiers profits, ils diversifient leur activité et devenant d'importants propriétaires fonciers en utilisant frauduleusement des fonds publics destinés aux petites propriétés agricoles, escroquant le gouvernement italien et la Communauté économique européenne (CEE) et en intimidant les responsables des assurances, ainsi que les agriculteurs locaux qui ont contracté des prêts usuriers auprès de sociétés de financement gérées par les Nuvoletta. Au cours des années 1980, le clan Nuvoletta se transforme en une holding internationale investissant dans l'agriculture, les contrats de nettoyage, la construction, la drogue, la fraude, l'élevage et les hôtels. Vers 1990, les actifs du clan s'élevent à 280 millions de dollars US.
Le clan Nuvoletta commence à faire parler de lui au moment de la formation de la Nuova Famiglia (« NF »), une fédération de clans de la Camorra formée pour contraster la puissance croissante de Nuova Camorra Organizzata (« NCO ») de Raffaele Cutolo. En dehors du clan Nuovoletta, l'association se compose de Michele Zaza (un patron de Camorra ayant des liens étroits avec Cosa Nostra), du clan Gionta (de Torre Annunziata), Antonio Bardellino de San Cipriano d'Aversa et Casal di Principe, le clan Alfieri dirigé par Carmine Alfieri, le clan Galasso de Poggiomarino (dirigé par Pasquale Galasso), le clan Fabbrocino du Vésuve (dirigé par Mario Fabbrocino), le clan Giuliano du quartier Forcella de Naples (dirigé par Luigi Giuliano) et le clan Vollaro de Portici (dirigé par Luigi Vollaro).

## Liens avec Cosa Nostra
Lorenzo Nuvoletta, est issu d'une famille de propriétaires terriens. Son grand-père puis sa mère avaient rassemblé de grandes superficies de terre, les cultures fruitières étant exportées vers d'autres régions. Les Nuvoletta ont eu des contacts importants au sein de la mafia sicilienne, en raison de leur relation avec la famille Sciorio. Les nombreux appels téléphoniques de Lorenzo avec Luciano Leggio, patron des Corleonesi, ont été fréquemment interceptés par les Carabinieri. Tommaso Buscetta, Antonio Calderone et Salvatore Contorno, ont confirmé que les Nuvoletta avaient des liens très étroits avec la mafia sicilienneSelon le pentito Tommaso Buscetta, il était proche de Luciano Leggio et Salvatore Riina et de ses Corleonesi.
Après sa collaboration avec la justice italienne en 1992, le patron du clan Galasso, Pasquale Galasso a révélé les détails des réunions tenues dans les villas de Nuvoletta en 1981. Il a mentionné que ces réunions impliquaient fréquemment des représentants de tous les principaux clans de la Camorra, avec généralement une centaine de personnes présentes, dont beaucoup étaient des fugitifs, ainsi que des dizaines de voitures.

## Structure
Le clan était dirigé par les trois frères Nuvoletta : Lorenzo, Ciro, Angelo. Lorenzo est décédé en 1994 après une grave maladie ; Ciro, le plus sanguinaire du groupe, a été tué dans une embuscade entre les Nuvoletta et les Bardellino-Gionta-Alfieri-Galasso-Verde. Angelo était le cerveau du groupe, chargé de la gestion économique. Angelo a finalement été arrêté en mai 2001, après avoir été sur la liste des trente fugitifs les plus dangereux d'Italie depuis 1995. Il a été condamné à la réclusion à perpétuité pour le meurtre du journaliste Giancarlo Siani.

## Activités
Le clan Nuvoletta est principalement impliqué dans les raquettes à cols blancs telles que la construction, l'approvisionnement d'entités publiques, les entreprises de fabrication de béton, les entreprises de nettoyage et le contrôle des opérations des hôtels. Selon le patron de la mafia Giuseppe Di Cristina, les Nuvoletta ont géré une raffinerie d'héroïne pour le compte de Liggio. Plusieurs clans de la Camorra et de la mafia ont conclu un accord sur la division des cargaisons de cigarettes de contrebande arrivant dans le port de Naples lors d'une réunion en 1974 dans la villa de Lorenzo Nuvoletta à Marano. Avec Umberto Ammaturo, le clan s'est également engagé dans le trafic de cocaïne.
Après la mort des grands dirigeants de l'organisation, le clan a été fortement affaibli et des groupes qui étaient autrefois les ramifications de Nuvoletta, tels que les clans Orlando et Polverino, sont devenus indépendants et puissants, héritant une grande partie de ce qui était autrefois le clan Nuvoletta,.